# Karim Malpica
Karim Malpica Torres (Città del Messico, 24 agosto 1978) è un ex cestista messicano.

## Carriera
Con il Messico ha disputato i Campionati americani del 2009.